# Eduardo Dolón
Eduardo Jorge Dolón Sánchez (n. Torrevieja, Alicante, Comunidad Valenciana, España, 1 de noviembre de 1975) es un político español. Miembro del Partido Popular. Comenzó su carrera política en 1999 como asesor del gobierno municipal de su población natal, Torrevieja, situada en Alicante, del cual durante estos años ha sido concejal de Cultura, Publicaciones y Fiestas, primer teniente de alcalde y, entre 2011 y 2015, alcalde. Actualmente desde este último año es el vicepresidente de la Diputación de Alicante. En mayo de 2019 fue investido como alcalde de Torrevieja tras ganar las elecciones con mayoría absoluta y un total de 14 concejales, a pesar de que apenas un mes atrás, el Partido Popular sufrió el peor resultado electoral de su historia en unas elecciones generales.

## Biografía
Licenciado en Ciencias empresariales por la Facultad de la Universidad de Alicante. Inició su carrera política como militante del Partido Popular de la Comunidad Valenciana (PPCV) a sus diecinueve años. En el año 1999 comenzó siendo asesor de su partido en el grupo municipal del Ayuntamiento de Torrevieja y años más tarde tras las Elecciones municipales de España de 2003 fue elegido por primera vez como concejal de Cultura y Publicaciones en el gobierno presido por el entonces alcalde Pedro Hernández Mateo.
En las siguientes Elecciones de 2007 su partido revalidó la mayoría absoluta que tenían y siguió manteniendo su cargo en cultura, pero también se le asignó a su concejala la cartera de festejos y además pasó a ser el primer teniente de alcalde.
Tras la salida en el ayuntamiento de Hernández Mateo, su mentor político, y su ingreso en prisión se convirtió en su sucesor y se postuló como líder municipal del partido y tras Elecciones municipales de 2011 fue elegido por mayoría absoluta como nuevo alcalde de Torrevieja.
Seguidamente en las Elecciones de 2015, perdió la mayoría y fue sucedido en la alcaldía por José Manuel Dolón del partido Els Verds del País Valencià.
El día 20 de julio de 2015, en sucesión de Adela Pedrosa, lo designan vicepresidente primero de la Diputación Provincial de Alicante, así como diputado provincial, que es presidida por el popular César Sánchez Pérez. 
En las elecciones locales celebradas en mayo de 2019, Eduardo Dolón alcanza la mayoría absoluta de 14 concejales, de los 25 que conforman el Ayuntamiento de Torrevieja.